# Transtorninho Records
Transtorninho Records é um selo fonográfico de Recife, capital de Pernambuco, que lança projeto de artistas do Brasil inteiro, com ênfase no rock alternativo e lo-fi. 
Seu lema é “Um selo feito por gente que gosta principalmente de música rock, mas também de esquisitices variadas em termos de som e imagem”, segundo a descrição no Bandcamp do selo.

## História
Os músicos Felipe Garcia e Shmir Garcia se mudaram em 2014 de Maceió para Recife, onde estabeleceram a banda Amandinho, por influência de outras bandas de rock
independente. Depois a fim de lançar o material da banda, eles fundaram em meados de agosto de 2014 a Transtorninho Records. As primeiras músicas da Amandinho
foram gravadas em home studios precários, e o primeiro extended play da banda "Coisas novas são
assim", com sonoridade de baixa fidelidade foi lançado pelo selo.
Ao longo de 3 anos, construíram seu catálogo, que reúne discos, EPs e singles de artistas de São Paulo, Paraná, Alagoas, Pernambuco, entre outros estados.
As bandas Amandinho, Trash No Star e Salvage apresentaram na Audio Rebel no dia 19 de outubro de 2016, em uma parceria feita pela casa de shows junto com a Transtorninho Records. No mesmo ano, o artigo "O fim e o legado da Bichano Records" do site Vice, destacou que o selo detinha uma parte dos lançamentos de rock alternativo do país junto com Bichano Records e Umbaduba Records.
No ano de 2017, a Transtorninho apareceu na lista dos "21 selos independentes que não podem passar despercebidos" do site Tenho Mais Discos Que Amigos!, e da matéria "21 selos independentes que você precisa conhecer" da Red Bull Brasil.
Em 2019, Caíque Guimarães lançou seu primeiro álbum chamado "Coisas Pequenas" do projeto Jorg. pela Transtorninho. O portal TNH1 fez uma crítica positiva ao álbum, comentando que "Um álbum construído a partir de diversas referências absorvidas ao longo de vários anos tocando, produzindo e contribuindo com a cena alternativa, do indie ao punk, passando pelo rock progressivo com aquela cara mais brasileira. Uma sonoridade que revive o rock noventista já presentes em suas outras bandas: Baztian e Ximbra".